# Les Belles de Halimunda
Les Belles de Halimunda (titre original : Cantik Itu Luka) est un roman de l'écrivain indonésien Eka Kurniawan, publié en 2002, et figure dans la liste des ouvrages sélectionnés pour le prix Médicis 2017 dans la catégorie littérature étrangère.

## Référence
1. ↑  « La beauté comme drame », Le Monde.fr,‎ 15 novembre 2017 (lire en ligne, consulté le 10 août 2023)
2. ↑  « Les belles de Halimunda, saga indonésienne avec pour toile de fond l'indépendance », sur lepetitjournal.com (consulté le 10 août 2023)